# Zborul 370 al Malaysia Airlines
Zborul 370 al Malaysia Airlines (MH370/MAS370) a fost un zbor internațional de pasageri care a dispărut de pe radare pe data de 8 Martie 2014, zburând de la capitala Malaysiei Kuala Lumpur către capitala Chinei, Beijing. Cauza dispariției nu a fost determinată.
Echipajul avionului, un Boeing 777-2H6ER, a comunicat cu turnul de control ultima dată dupa 38 de minute după decolare, când zborul se afla deasupra Mării Chinei de Sud. După ce avionul a dispărut de pe radare, a fost urmărit de radar primar, deviind la vest de la ruta planificată.
Zborul 370 a fost cel mai mortal accident implicând un Boeing 777, cel mai mortal din 2014 și cel mai mortal din istoria companiei Malaysia Airlines până când a fost depășit de Zborul 17 al Malaysia Airlines 131 de zile mai târziu când zbura deasupra Ucrainei.
Căutările pentru avion au fost cele mai scumpe din istoria aviației. S-au concentrat pe Marea Chinei de Sud și Marea Andaman, până când au fost analizate comunicațiile avionului cu un satelit Inmarsat, care au indicat faptul că avionul a continuat să zboare peste sudul Oceanului Indian. Multe piese din resturile avionului au fost găsite în 2015 și 2016, care au fost confirmate că provin de la 9M-MRO.
După 3 ani, căutările au fost oprite pe 17 Ianuarie 2017. O companie americană Ocean Infinity a lansat o căutare fără succes, de asemena.

## Aeronava

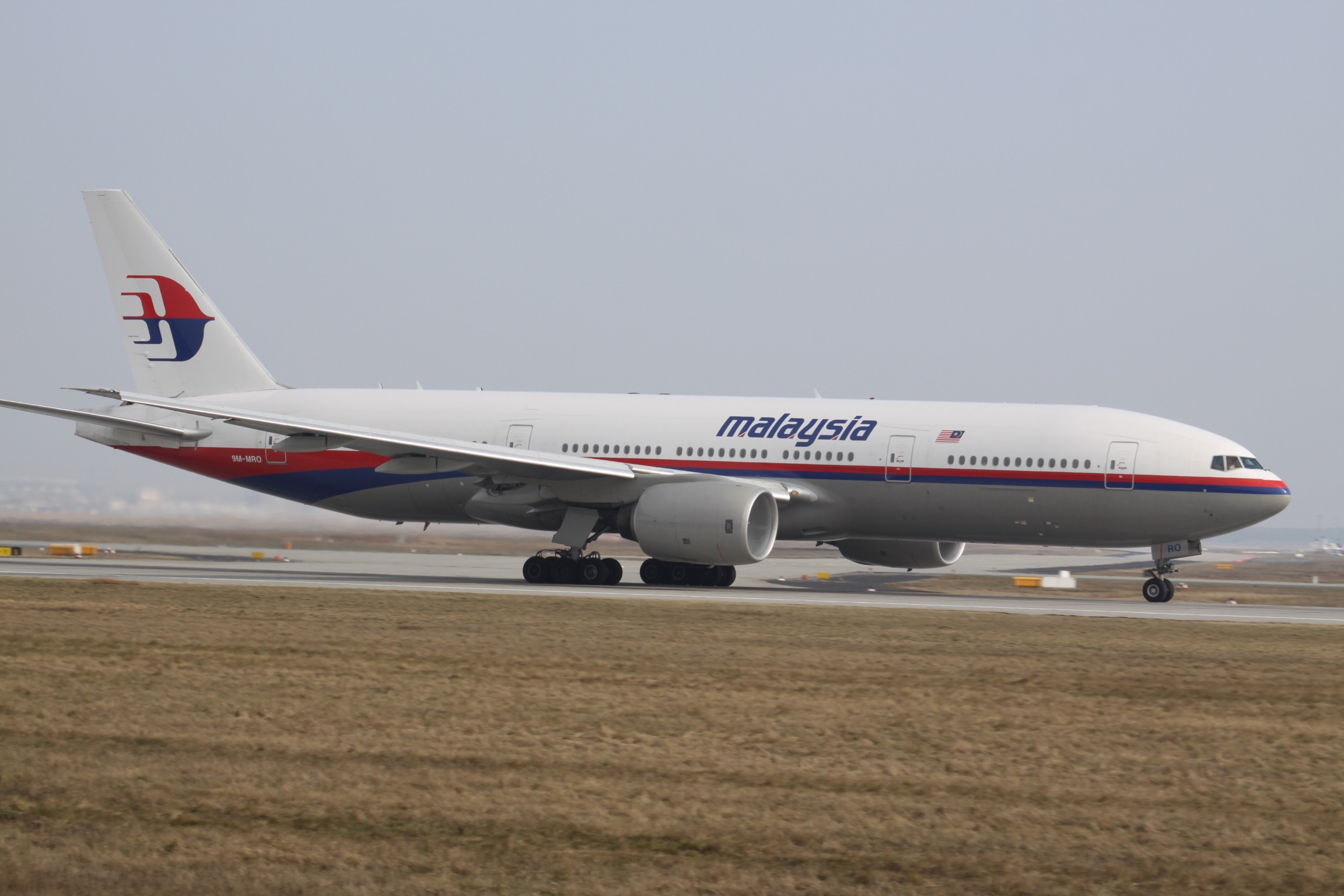
Avionul Boeing 777-2H6ER, în 2010.

Zborul 370 a fost operat cu un Boeing 777-2H6ER,  număr de serie 28420, înregistrare 9M-MRO. A fost cel de-al 404-lea Boeing 777 produs,  zburat pentru prima dată pe 14 mai 2002 și a fost livrat nou către Malaysia Airlines la 31 mai 2002. Aeronava avea două motoare Rolls-Royce Trent 892  și configurată să transporte 282 pasageri în capacitatea totală.  Acumulase 53.471,6 ore și 7.526 de cicluri (decolări și aterizări) în serviciu  și nu fusese implicat anterior în niciun incident major, deși un incident minor în timpul rulării pe Aeroportul Internațional Shanghai Pudong în august 2012 a dus la un vârf de aripă rupt .  Ultima sa întreținere „A verificare” a fost efectuată la 23 februarie 2014.  Aeronava era în conformitate cu toate directivele de navigabilitate aplicabile pentru structură și motoare. La 7 martie 2014 a fost efectuată o completare a sistemului de oxigen pentru membrii echipajului, o sarcină de întreținere de rutină; o examinare a acestei proceduri nu a găsit nimic neobișnuit.  La zece ani după dispariția zborului MH370, câteva documente au arătat că MH370 a primit combustibil suplimentar și oxigen pentru membrii echipajului chiar înainte de decolare.

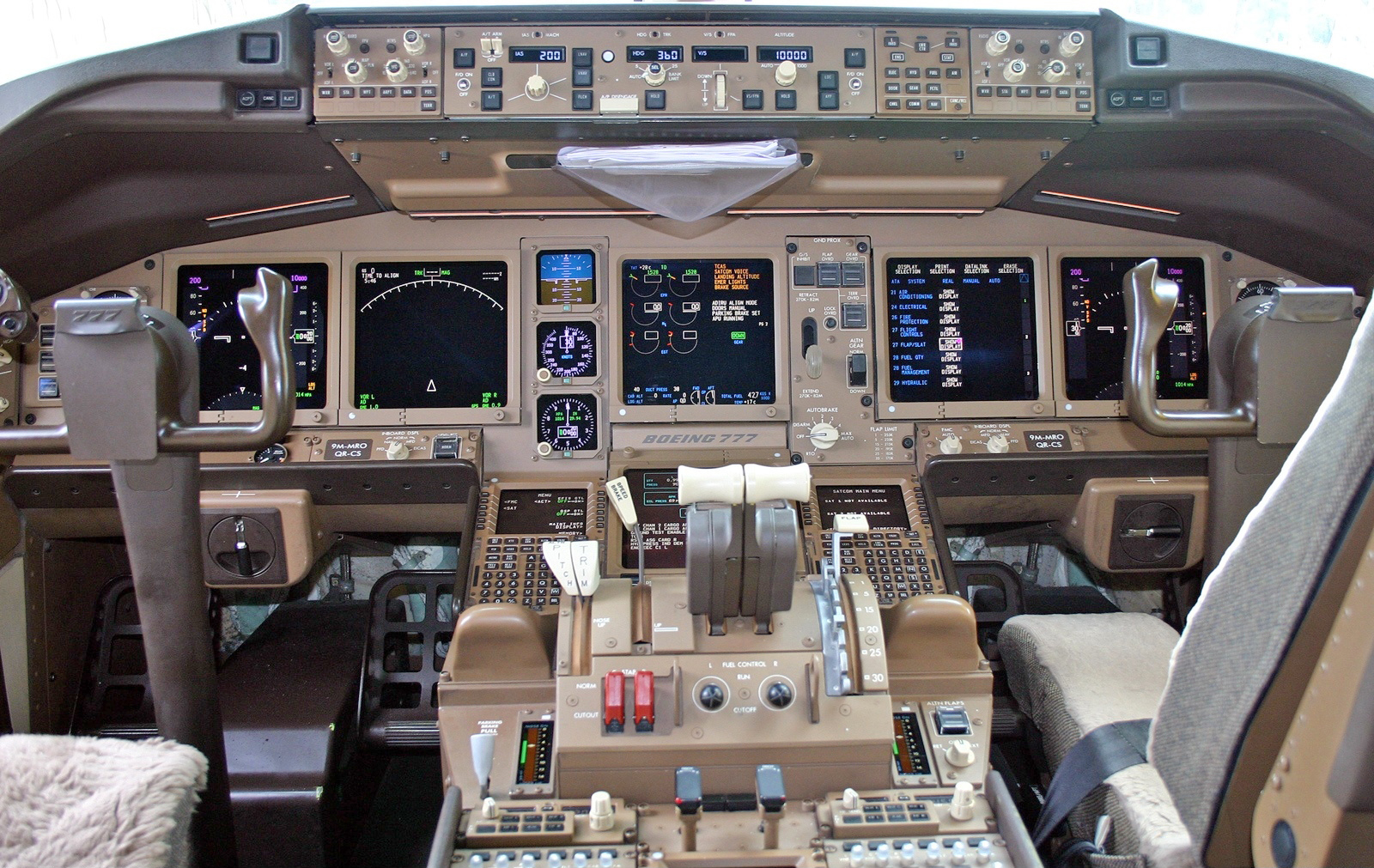
Cabina piloților

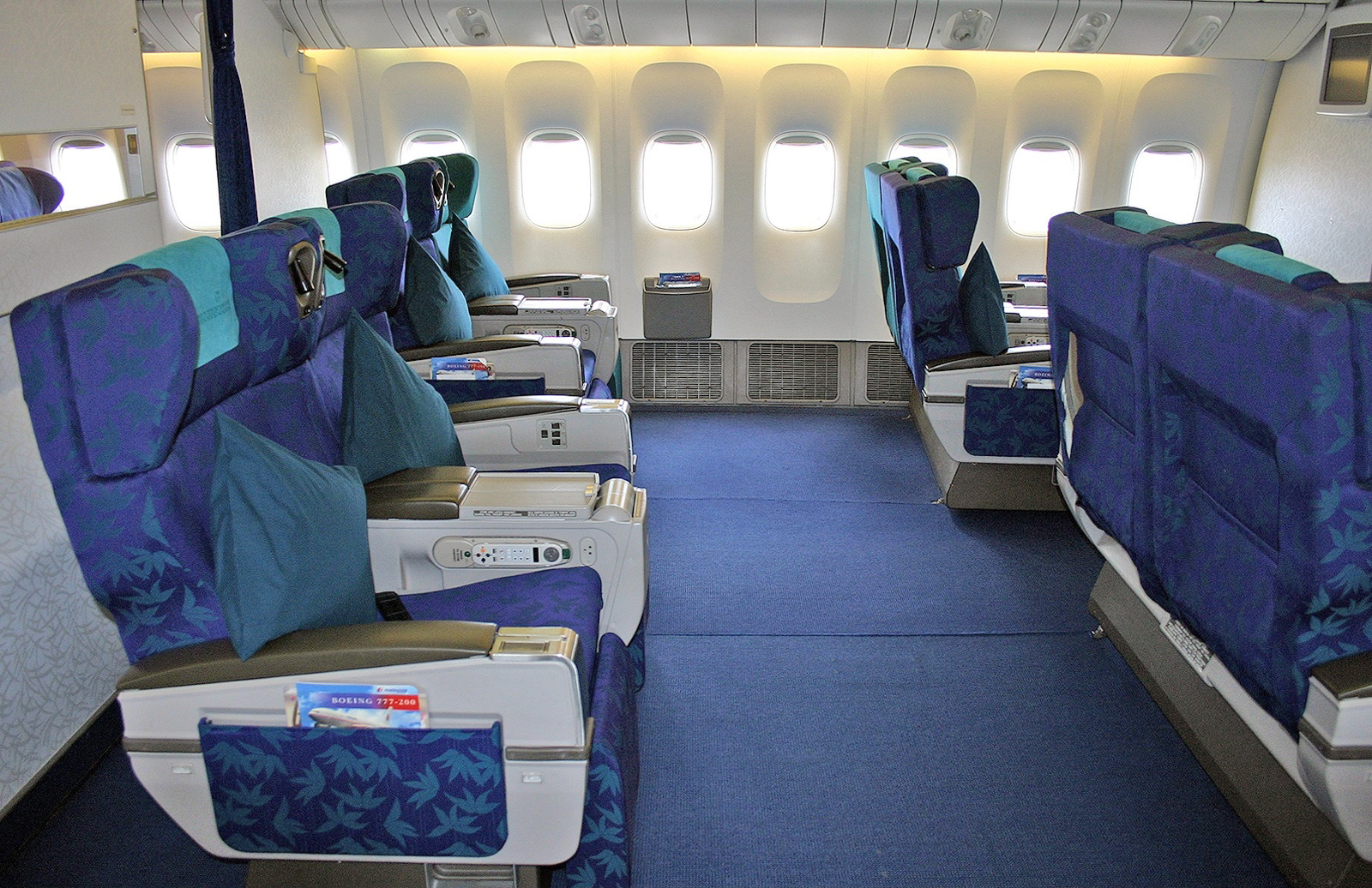
Clasa Bussines

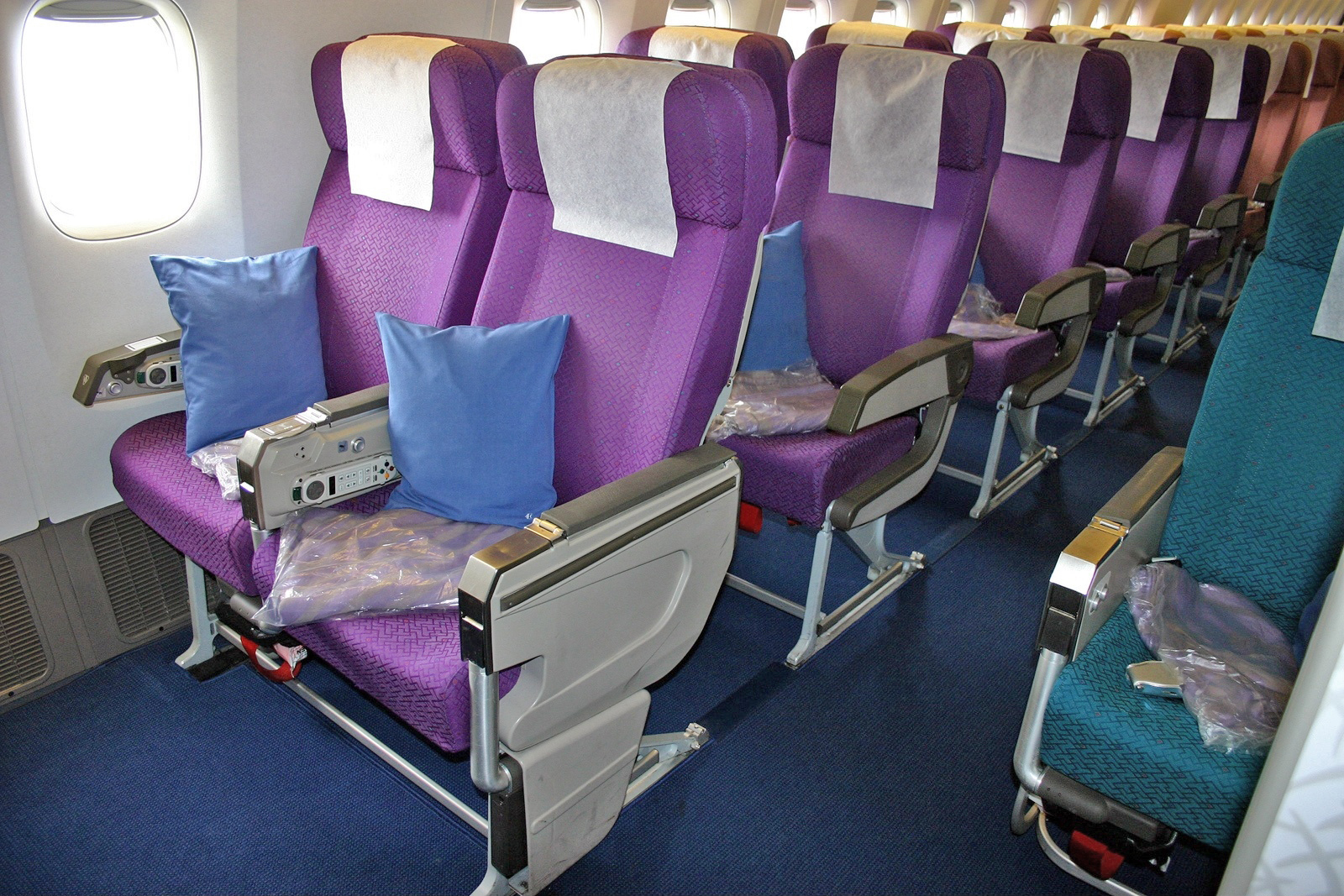
Clasa Economy

## Dispariție
Zborul 370 a fost un zbor programat în dimineața devreme a zilei de sâmbătă, 8 martie 2014, de la Kuala Lumpur, Malaezia, la Beijing, China. A fost unul dintre cele două zboruri zilnice operate de Malaysia Airlines de la hub-ul său de pe Aeroportul Internațional Kuala Lumpur (KLIA) la Aeroportul Internațional Beijing Capital — programat să plece la ora locală 00:35  și să sosească la 06:30 ora locală .  La bord se aflau doi piloți, 10 membri ai echipajului de cabină, 227 de pasageri și 14.296 kg (31.517 lb) de marfă. 
Durata planificată a zborului a fost de 5 ore și 34 de minute, ceea ce ar consuma aproximativ 37.200 kg (82.000 lb) de combustibil pentru avioane. Aeronava transporta 49.100 de kilograme (108.200 lb) de combustibil, inclusiv rezervele, permițând o rezistență de 7 ore și 31 de minute. Combustibilul suplimentar a fost suficient pentru a redirecționa către aeroporturi alternative - Aeroportul Internațional Jinan Yaoqiang și Aeroportul Internațional Hangzhou Xiaoshan - care ar necesita 4.800 kg (10.600 lb) sau, respectiv, 10.700 kg (23.600 lb), pentru a ajunge din Beijing
La ora 01:20:31, zborul 370 a fost observat pe radar la ACC Kuala Lumpur în timp ce trecea de punctul de referință de navigație IGARI ( 6°56′12″N 103°35′6″E ) în Golful Thailandei ; cinci secunde mai târziu, simbolul S al avionului a dispărut de pe ecranele radarului.  La 01:21:13, zborul 370 a dispărut de pe ecranul radarului de la Kuala Lumpur ACC și a fost pierdut cam în același timp pe radar la Ho Chi Minh ACC, care a raportat că aeronava se afla la punctul de trecere BITOD din apropiere.  Controlul traficului aerian folosește un radar secundar, care se bazează pe un semnal emis de un transponder pe fiecare aeronavă; prin urmare, transponderul ADS-B nu mai funcționa pe zborul 370 după ora 01:21. Datele finale ale transponderului au indicat că aeronava zbura la altitudinea de croazieră, atribuită de nivelul de zbor 350 (sau 10.668 metri)  și călătorea cu o viteză reală de 872 km/h .  Au fost puțini nori în jurul acestui punct și nicio ploaie sau fulgere în apropiere.  Analiza ulterioară a estimat că zborul 370 avea 41.500 kg (91.500 lb) de combustibil atunci când a dispărut de pe radarul secundar. 
În momentul în care transponderul a încetat să mai funcționeze, radarul principal al armatei malaeziene a arătat zborul 370 virând la dreapta, și după începe un viraj la stânga, spre sud-vest.  De la 01:30:35 până la 01:35, radarul militar a arătat zborul 370 la 35.700 ft (10.900 m), cu o viteză de 919 km/h. Zborul 370 a continuat să zboare de-a lungul Peninsulei Malaeziene, oscilând între 31.000 și 33.000 de picioare (9.400 și 10.100 m) în altitudine.  Un radar civil primar de pe aeroportul Sultan Ismail Petra cu o rază de acțiune de 110 km a făcut patru detectări ale unei aeronave neidentificate între 01:30:37 și 01:52:35; urmele aeronavei neidentificate sunt „concordante cu cele ale datelor militare”.  La 01:52, zborul 370 a fost detectat trecând chiar la sud de insula Penang. De acolo, aeronava a zburat peste strâmtoarea Malacca, trecând aproape de punctul de referință VAMPI și Pulau Perak la 02:03, după care a zburat de-a lungul rutei aeriene N571 până la punctele de referință MEKAR, NILAM și, eventual, IGOGU.  Ultima detectare radar cunoscută, dintr-un punct din apropierea limitelor radarului militar malaezian, a fost la 02:22,19 km după ce a trecut de punctul de referință MEKAR. 

Ruta

La ceva timp după transmisia finală ACARS la 01:06, sistemul de comunicații prin satelit de la bordul aeronavei a fost offline (posibil din cauza unei defecțiuni electrice) și a rămas offline în timpul devierii inițiale a avionului de la calea de zbor programată. Cu toate acestea, dintr-un motiv necunoscut, la ora 02:25 MYT, sistemul de comunicații prin satelit al aeronavei a pornit din nou și a trimis un mesaj de „cerere de conectare” – primul mesaj de la transmisia ACARS la 01:06 – care a fost transmis prin satelit către o stație la sol, ambele operate de compania de telecomunicații prin satelit Inmarsat . După ce s-a conectat la rețea, unitatea de date satelitare de la bordul aeronavei a răspuns la solicitările orar de stare de la Inmarsat pentru următoarele 6 ore și la două apeluri telefonice sol-aeronava, la 02:39 și 07:13, ambele fără răspuns de către cabină. .  Cererea finală a stării și confirmarea aeronavei au avut loc la 08:10, la aproximativ 1 oră și 40 de minute după ce zborul era programat să sosească la Beijing. Aeronava a trimis o cerere de autentificare la 08:19:29, care a fost urmată, după un răspuns din partea stației de la sol, de un mesaj de „confirmare a autentificarii” la 08:19:37. Confirmarea de conectare este ultima parte de date primită de la zborul 370. Aeronava nu a răspuns la o solicitare de stare de la Inmarsat la 09:15. 
Consensul general în rândul anchetatorilor este că zborul 370 s-a prăbușit undeva în sudul Oceanului Indian între orele 08:19 și 09:15 pe 8 martie, din cauza epuizării combustibilului, deși ora și locația exactă a prăbușirii rămân incerte.

## Pierderea presupusă
Malaysia Airlines a emis o declarație de presă la 07:24 MYT pe 8 martie, la o oră după ora programată de sosire a zborului la Beijing, în care afirmă că comunicarea cu zborul a fost pierdută de controlorul de trafic aerian malaezian la 02:40 și că guvernul a inițiat operațiuni de căutare și salvare.  Fără să știe investigatorii sau reprezentanții Malaysia Airlines la acea vreme, zborul 370 era încă în aer la momentul acestei declarații inițiale de presă, iar operațiunile de căutare și salvare au fost începute în timp ce avionul era încă în zbor deasupra Oceanului Indian (deși operațiunile de căutare și salvare s-au concentrat inițial pe Marea Chinei de Sud, nu pe Oceanul Indian, unde se presupune că zborul 370 s-a prăbușit). Ora la care a fost pierdut contactul a fost corectată ulterior la 01:21.  Nici echipajul, nici sistemele de comunicații ale aeronavei nu au transmis un semnal SOS , indicii de vreme rea sau probleme tehnice înainte ca aeronava să dispară de pe ecranele radar. 

## Pasageri și echipaj

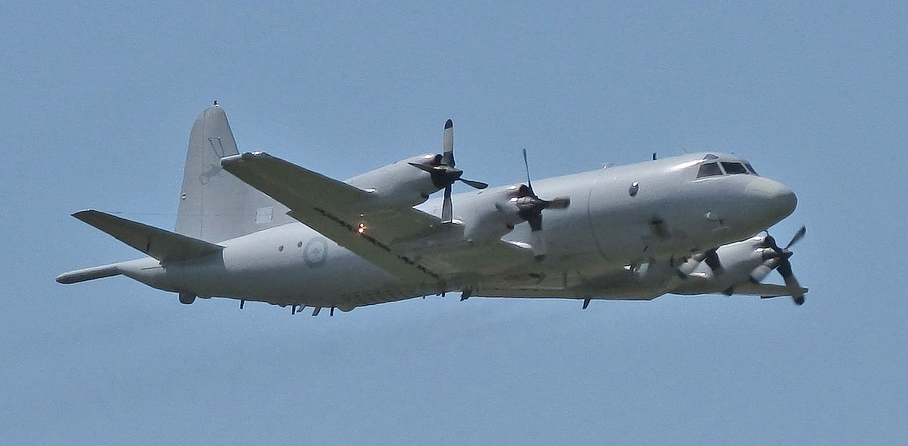
Avioane Lockheed P-3 Orion a 5 țări participă la operațiunile de căutare

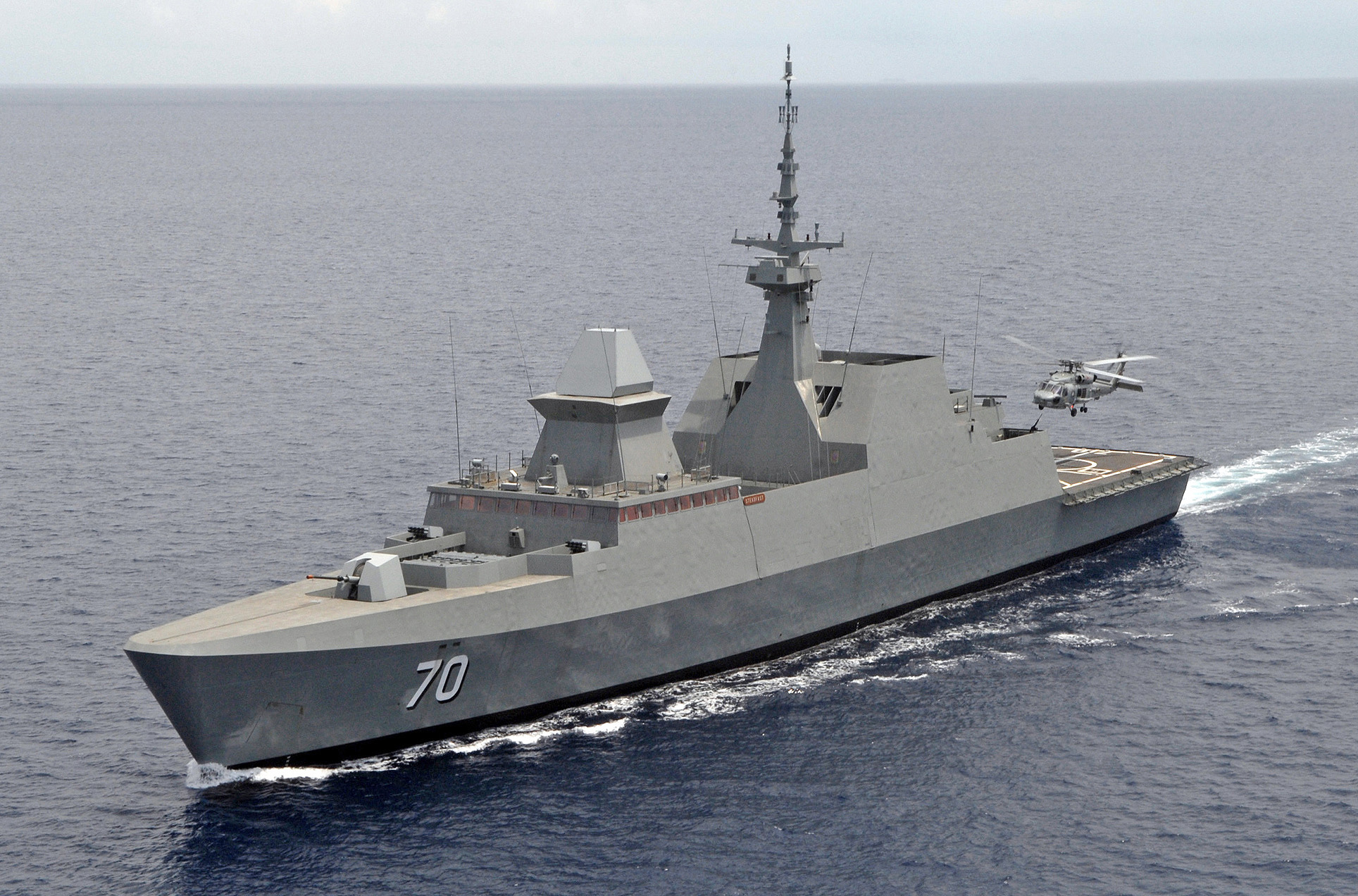
RSS Steadfast al statului Singapore este una din navele maritime implicate în căutare

### Toți cei 12 membri ai echipajului - doi piloți și 10 membri ai echipajului de cabină - erau cetățeni malaezieni.
- Pilotul la comandă era căpitanul Zaharie Ahmad Shah, în vârstă de 53 de ani, din Penang . S-a alăturat companiei Malaysia Airlines ca pilot cadet în 1981, iar după pregătirea și primirea licenței de pilot comercial, a devenit ofițer secund al companiei aeriene în 1983. A fost promovat căpitan al avioanelor Boeing 737-400 în 1991, căpitan al Airbus A330. -300 în 1996, și căpitan al Boeing 777-200 în 1998. A fost instructor de calificare de tip și examinator de calificare de tip din 2007. Zaharie avea un total de 18.365 de ore de experiență de zbor.
- Copilotul era primul ofițer Fariq Abdul Hamid, în vârstă de 27 de ani. S-a alăturat companiei Malaysia Airlines ca pilot cadet în 2007; după ce a devenit ofițer secund al avioanelor de linie Boeing 737-400, a fost promovat prim-ofițer al Boeing 737-400 în 2010 și apoi a trecut la Airbus A330-300 în 2012. În noiembrie 2013, a început pregătirea ca prim-ofițer al Boeing 777-200. Zborul 370 a fost ultimul său zbor de antrenament și era programat să fie examinat la următorul său zbor. Fariq acumulase 2.763 de ore de experiență de zbor.

### Pasageri
Din cei 227 de pasageri, 153 erau cetățeni chinezi,  inclusiv un grup de 19 artiști cu șase membri ai familiei și patru angajați care se întorceau de la o expoziție de caligrafie a lucrării lor în Kuala Lumpur ; 38 de pasageri erau malaezieni. Pasagerii rămași erau din 12 țări diferite.   
| Naționalitatea pasagerilor și echipajului de la bordul Malaysia Airlines Flight 370 | Naționalitatea pasagerilor și echipajului de la bordul Malaysia Airlines Flight 370 |
| Naționalitate                                                                       | Număr                                                                               |
| ----------------------------------------------------------------------------------- | ----------------------------------------------------------------------------------- |
| China                                                                               | 152                                                                                 |
| Malaezia                                                                            | 50 (inclusiv 12 membri ai echipajului)                                              |
| Indonezia                                                                           | 7                                                                                   |
| Australia                                                                           | 6                                                                                   |
| India                                                                               | 5                                                                                   |
| Franța                                                                              | 4                                                                                   |
| Statele Unite                                                                       | 3                                                                                   |
| Canada                                                                              | 2                                                                                   |
| Iran                                                                                | 2                                                                                   |
| Noua Zeelandă                                                                       | 2                                                                                   |
| Ucraina                                                                             | 2                                                                                   |
| Hong Kong                                                                           | 1                                                                                   |
| Olanda                                                                              | 1                                                                                   |
| Rusia                                                                               | 1                                                                                   |
| Taiwan                                                                              | 1                                                                                   |
| Total (15 naționalități)                                                            | 239                                                                                 |

## Căutări
Un efort de căutare și salvare a fost lansat în sud-estul Asiei la scurt timp după dispariția zborului 370. În urma analizei inițiale a comunicațiilor dintre aeronavă și un satelit, căutarea la suprafață a fost mutată în sudul Oceanului Indian la o săptămână după dispariția aeronavei. Între 18 martie și 28 aprilie, 19 nave și 345 de ieșiri cu aeronave militare au căutat pe o suprafață de 4.600.000 km 2 (1.800.000 de mile pătrate).  Faza finală a căutării a fost o cercetare batimetrică și o căutare cu sonar a fundului mării, la aproximativ 1.800 de kilometri (970 nmi; 1.100 mi) sud-vest de Perth, Australia de Vest.  Începând cu 30 martie 2014, căutarea a fost coordonată de Joint Agency Coordination Center (JACC), o agenție guvernamentală australiană care a fost înființată special pentru a gestiona efortul de a localiza și recupera zborul 370 și care a implicat în principal malaezianul, Guvernele chinez și australian. 
La 17 ianuarie 2017, căutarea oficială a zborului 370 — care s-a dovedit a fi cea mai costisitoare operațiune de căutare din istoria aviației  — a fost suspendată după ce nu s-a găsit niciun rest al aeronavei, în afară de unele resturi marine de pe coasta Africii.  Raportul final ATSB, publicat la 17 octombrie 2017, a afirmat că căutarea subacvatică a aeronavei, la 30 iunie 2017 , a costat un total de 155 milioane USD (~190 milioane USD). în 2023). Căutarea subacvatică a reprezentat 86% din această cantitate, batimetria 10%, iar managementul programului 4%. Malaezia a suportat 58% din costul total, Australia 32% și China 10%.  Raportul a concluzionat, de asemenea, că locația în care aeronava s-a prăbușit a fost restrânsă la o suprafață de 25.000 km 2 (9.700 sq mi) prin utilizarea imaginilor satelitare și a analizei deplasării resturilor. 
În ianuarie 2018, compania americană privată de explorare marine Ocean Infinity a reluat căutarea MH370 în zona restrânsă de 25.000 km 2 , folosind nava norvegiană Seabed Constructor .  Zona de căutare a fost extinsă semnificativ pe parcursul căutării, iar până la sfârșitul lunii mai 2018, nava a căutat o suprafață totală de peste 112.000 km 2 (43.000 sq mi). ) folosind opt vehicule subacvatice autonome (AUV-uri).  Contractul cu guvernul malaezian s-a încheiat la scurt timp după aceea, iar căutarea a fost încheiată fără succes la 9 iunie 2018. 

Căutarea în sudul Oceanului Indian

În decembrie 2024, guvernul malaezian a anunțat că a fost de acord în principiu să continue căutările. Căutarea va fi efectuată și de firma de explorare marină Ocean Infinity, cu sediul în SUA, care a efectuat căutări în 2018. Ministrul transporturilor din Malaezia, Anthony Loke, a declarat că cabinetul a aprobat în principiu un acord de 70 de milioane de dolari (56 de milioane de lire sterline) cu Ocean Infinity pentru a găsi aeronava. Similar cu căutarea din 2018, această căutare ar fi pe bază de „fără găsire, fără taxă”.
Pe 25 februarie 2025, ministrul Transporturilor, Loke, a confirmat că Ocean Infinity a reluat căutările.  Ulterior însă, pe 3 aprilie 2025, Loke a anunțat că Ocean Infinity și-a suspendat căutările, motivând că „nu este sezonul”, deși a adăugat că „vor relua căutările la sfârșitul acestui an”. 

## Posibile cauze ale dispariției
Poliția malaeziană a investigat locuințele piloților și a examinat evidențele financiare ale tuturor celor 12 membri ai echipajului. Conform raportului preliminar publicat de Malaezia în martie 2015, nu existau „nicio dovadă a unor tranzacții financiare semnificative recente sau iminente efectuate” de vreun pilot sau membru al echipajului. În plus, analiza comportamentului piloților pe camerele de supraveghere video nu a relevat „nicio schimbare semnificativă de comportament”. 
În ciuda acestui fapt, oficialii americani consideră că este probabil ca cineva din cabina de pilotaj a zborului 370 să fi reprogramat pilotul automat al aeronavei să se îndrepte spre sud, deasupra Oceanului Indian.  Relatările din mass-media au susținut că poliția malaeziană l-a identificat pe căpitanul Zaharie drept principalul suspect, în cazul în care intervenția umană se va dovedi a fi cauza dispariției.  În 2020, fostul prim-ministru australian Tony Abbott a declarat într-un documentar Sky News: „Înțelegerea mea foarte clară, de la cele mai înalte niveluri ale guvernului malaezian, este că de foarte, foarte devreme, au crezut că a fost vorba de o crimă-sinucidere din partea pilotului.” 
În 2023, inginerii și piloții pensionari Jean-Luc Marchand și Patrick Blelly au ținut mai multe conferințe despre teoria sinuciderii pilotului, susținând acest argument cu analize ample și un raport detaliat publicat online. 
Sinuciderea pilotului
La scurt timp după dispariția zborului 370, relatările din mass-media au dezvăluit că soția și cei trei copii ai căpitanului Zaharie Ahmad Shah s-au mutat din casa lui cu o zi înainte de dispariție; iar un prieten a susținut că, de asemenea, căpitanul Shah se întâlnea cu o altă femeie și că relația lui Shah cu ea era în dificultate.  Acuzațiile privind problemele domestice au fost negate de familia lui Shah.  Un coleg pilot și asociat de lungă durată al lui Shah a declarat că, deși căpitanul era „teribil de supărat”  , că mariajul său se destrăma.  Poliția investiga, de asemenea, rapoartele conform cărora Shah a primit un apel telefonic de două minute înainte de plecarea zborului de la o femeie neidentificată, folosind un număr de telefon mobil obținut cu o identitate falsă.  În plus, căpitanul Shah a fost, de asemenea, un susținător al politicianului de opoziție malaezian Anwar Ibrahim , care a fost condamnat la închisoare pe 7 martie, după ce o achitare anterioară pentru acuzațiile de sodomie a fost anulată, o mișcare considerată motivată politic.  Shah se afla în sala de judecată cu o zi înainte de zbor. 
De asemenea, Biroul Federal de Investigații al Statelor Unite a reconstituit datele șterse din simulatorul de zbor de acasă al căpitanului Shah ; un purtător de cuvânt al guvernului malaezian a indicat că nu s-a găsit „nimic sinistru” pe acesta.  Cu toate acestea, The Sunday Times a relatat ulterior că, printre rutele de zbor șterse efectuate pe simulatorul de zbor, anchetatorii au găsit o traiectorie de zbor în Oceanul de Sud, unde s-a efectuat o aterizare simulată pe o insulă cu o pistă mică.  În 2016, un document american scurs de informații afirma că o rută pe simulatorul de zbor de acasă al pilotului, care se potrivea îndeaproape cu zborul proiectat peste Oceanul Indian, a fost găsită în timpul analizei FBI a hard disk-ului computerului utilizat pentru simulatorul de zbor.  Acest lucru a fost confirmat ulterior de ATSB și de guvernul malaezian.  În raportul ATSB din 2017, „Căutarea operațională pentru MH370”, au fost furnizate noi detalii cu privire la traiectoria simulatorului de zbor. Acesta fusese zburat cu cinci săptămâni înainte de dispariția din 2 februarie și a fost reconstituit din datele șterse pe 3 februarie. Aeronava simulată era un B777-200LR. Primul punct de date arăta începutul zborului din Kuala Lumpur. Punctele de date ulterioare indicau aeronava zburând spre nord-vest de-a lungul Strâmtorii Malacca înainte de a se îndrepta spre sud-est până la al cincilea punct de date, situat în adâncul sudului Oceanului Indian, unde s-a produs epuizarea combustibilului. În al șaselea și ultimul punct de date, altitudinea a fost setată manual la 4000 ft, aeronava fiind observată cu botul în jos de 5°. 
Deturnare
Posibilitatea unei simple deturnări a fost invocată de diverse agenții de știri, inclusiv ABC News și Los Angeles Times .  Au crescut speculațiile cu privire la posibilitatea ca deturnatorii să fi dus avionul pe o insulă îndepărtată, deși niciun grup nu a revendicat responsabilitatea;  cercetătorii neoficiali au identificat peste 600 de piste posibile pe care avionul a fost capabil să aterizeze.  Nu a fost primită nicio confirmare din partea oficialilor malaezieni.  Credibilitatea mai multor teorii privind deturnările a devenit și mai marginalizată în urma descoperirii primelor fragmente definitive ale epavei zborului MH370 în iulie 2015.